# 北京外城东南角楼

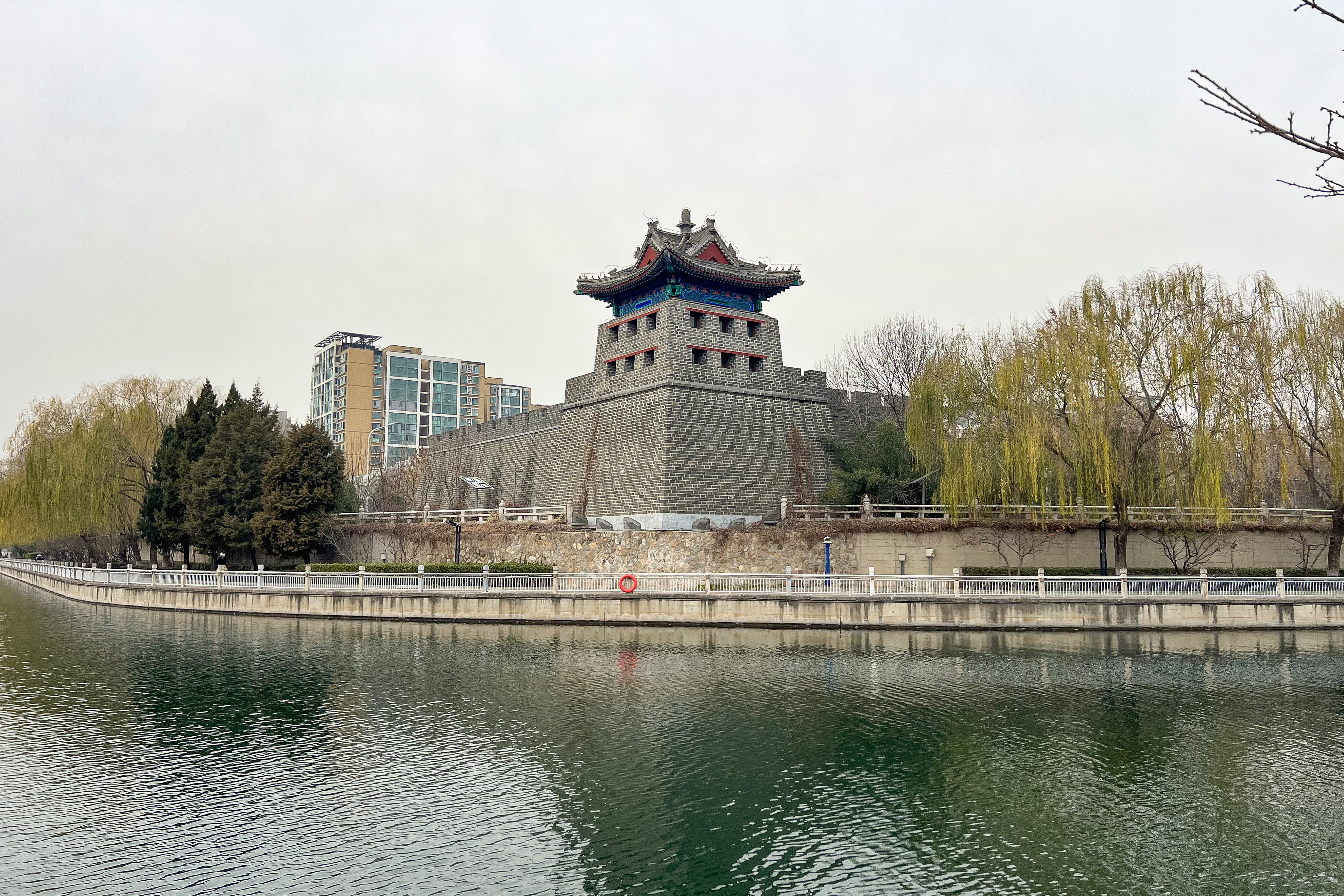
外城东南角楼（2024年12月）

北京外城东南角楼是北京外城东南角的角楼，复建后辟为角楼图书馆，位于北京市东城区龙潭东路9号。

## 简介
该角楼修建于明朝嘉靖三十二年（1553年）。清朝灭亡后，20世纪初北京外城各门、楼均有较大程度的损坏，外城东南角楼于1920年代至1930年代自然坍塌。北京外城东南角楼平面呈方形，通高15米，面阔、进深均6米，两层共辟箭孔12个，没留下实测资料。该角楼存有部分遗址，位于后来的中国医学科学院肿瘤医院附近。1920年代，瑞典人喜龍仁著的《北京的城墙和城门》一书收录了北京外城东南角楼的一张照片。
2000年代，北京市崇文区提出建设“天坛文化圈”，以东北角的北京明城墙遗址公园及北京内城东南角楼，西北角的正阳门箭楼，西南角复建的永定门城楼，东南角计划复建的左安门城楼，形成“天坛居中，几楼环绕”的城市空间格局。2010年初，北京市崇文区两会上，北京市崇文区人民政府区长牛青山仍表示有计划今后复建左安门。
2010年7月，崇文区撤销，与东城区合并为新的东城区。此后左安门复建计划被搁置，转而开始研究位于左安门以东的北京外城东南角楼的复建。2011年初北京市东城区人民代表大会上，东城区称2011年将重点推进“十项历史文化保护区修缮整治工程”，包括北京外城东南角楼复建。
2011年9月23日，北京市东城区人民政府官方网站公示了东城区拟修复北京外城东南角楼的原因、复建的地理位置和复建后的效果图。该公告称，北京外城东南角楼位于左安门桥东260米处，长青路东南转角处至护城河，原址现已成为护城河、河道岸坡及绿地，为保护古都风貌，修复北京城垣历史标志性建筑物，经征求专家意见并经考古勘探后，拟在上述位置修复北京外城东南角楼。根据《中华人民共和国城乡规划法》的规定，北京市东城区文化委员会在网上就该拟定项目公示，公示期30天。
2011年，文物部门在对北京外城东南角楼的考古勘探中，在左安门附近找到了老城砖，但仅能大体确定角楼的区域，无法精确定位。
2012年，在文物古建专家王世仁指导下，完成了北京外城东南角楼的修复初步设计。但受地下管线改移、考古挖掘等因素影响，截至2015年1月东城区东城区文化活动中心、外城东南角楼恢复和玉河南区工程未实现预期建设目标。2015年1月，在东城区两会上，“外城东南角楼景观恢复”再次出现在政府工作报告中，报告提出在2015年内完成该工作。
按照北京市及东城区有关领导的要求，北京市东城区住房和城市建设委员会（北京市东城区历史文化名城保护工作委员会办公室）、北京市东城区文化委员会经与北京市规划和国土资源管理委员会、北京市水务局、东城区相关部门多次开会研讨和专家考古论证后，形成了角楼修复工程方案，并获北京市人民政府批复，项目被列为东城区历史文化名城重点保护项目和重要政府折子工程项目，于2014年启动实施。该项目位于左安门桥东、滨河路（龙潭东路）东南转角处；北至左安东里小区，东南临护城河，西距左安门内大街260米。建设单位是东城区文化委员会，代建单位是正阳恒瑞公司。包括角楼主体工程及配套市政改移工程。总投资估算3975.07万元人民币，其中地上文物主体建筑修复费用由北京市文物局安排574万元修缮专项经费，其余投资由东城区历史文化名城保护专项资金安排。角楼主体建筑占地面积约870平方米，总建筑面积约1160平方米；修复长度南北向总长22.43米、东西向总长41.52米。角楼主体建筑最高点高14.4米，城台高6.4米。同时对影响角楼施工的现状约200米市政管线和道路进行改移，对影响角楼工程的河道护堤进行加固。
2015年12月，外城东南角楼复建工程除外线和绿化外，其他工程已全部完工。2016年7月，外城东南角楼复建工程的基建部分正式完工。复建中参考了老照片和史料，按原比例复建。复建后的外城东南角楼位于北京南二环护城河内侧、东南转角处河道岸坡，与左安门内路东侧的明城墙遗存左安门值房相映成趣。复建后的角楼并非原址，而是在原址以北10.9米处。因为南侧是拓宽后的护城河道，并设有人行道，为发挥人行道分卸洪峰的作用，所以只好向北平移10.9米复建角楼。为了复建角楼，龙潭东路在角楼以北段进行了道路变线，人行道最窄处已不足1米，同时角楼东南角城墙2米多悬空伸出。
复建后的角楼东侧、南侧分别开有两排六个箭窗，合计12个。角楼上下共两层，建筑面积约1160平方米，使用面积约800平方米。复建后的角楼被辟为公益图书馆，主要收藏与老北京历史文化有关的图书，图书馆一层用于读书，二层开办各类文化展览、讲座以及文化活动。2016年12月起，角楼图书馆面向公众征集馆名。2017年10月28日，该馆以“角楼图书馆”之名对公众开放，角楼图书馆是东城区第二图书馆（原崇文区图书馆）分馆，以政府购买服务的方式委托专业文化公司运营。

## 三区交界点

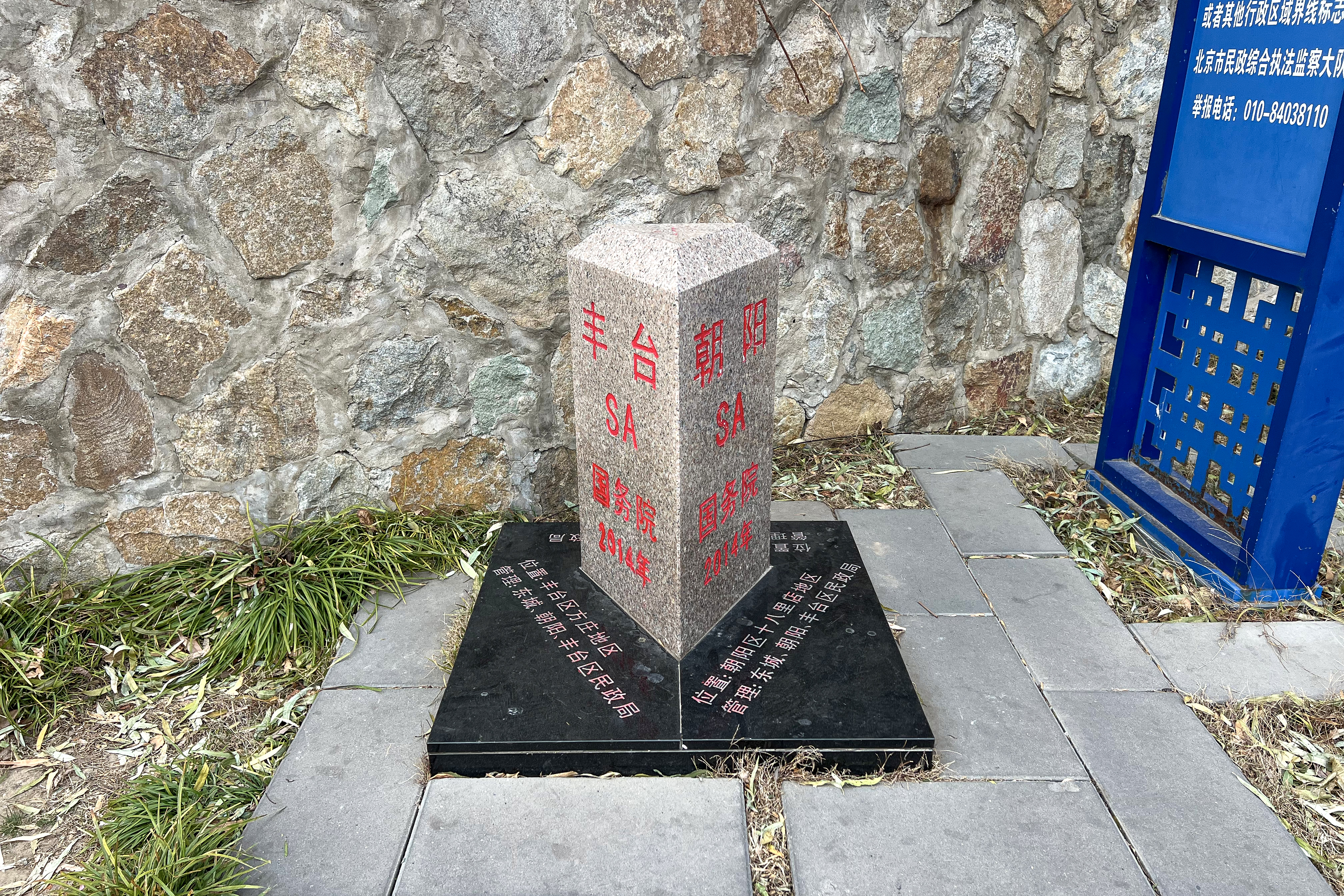
外城东南角楼东南侧的界桩

外城东南角楼的东南方向为东城、朝阳、丰台三区交界处，在南护城河两岸各设一座界桩。